# Nit de Reis
|  | Per a l'obra de Shakespeare, vegeu Nit de Reis (Shakespeare). |

La Nit de(ls) Reis se celebra arreu dels Països Catalans i també a Espanya, part de l'Amèrica del Sud i a altres llocs, sobretot aquells indrets on hi ha immigració hispana, durant la nit del 5 de gener, vigília del Dia de Reis o Epifania.
Es tracta d'una festa cristiana que té el seu origen amb el Naixement de Jesús a Betlem. Segons aquesta tradició, el nen Jesús va rebre la visita de tres savis que seguint l'estrella d'Orient li van regalar or, encens i mirra. Actualment, els Reis durien regals a tots els infants del món.
Aquesta tradició es pot dir que forma part d'un conjunt de figures nadalenques màgiques que duen regals als infants en diferents societats occidentals. Algunes de les més conegudes poden ser el Pare Noel (força estés entre les societats occidentals), la Bruixa Befana (Itàlia), l'Olentzero (Euskal Herria), o el Belsnickel (Alemanya i Àustria). Per l'antropòleg Lévi-Strauss, qui parlava del Pare Noel, aquest tipus de figures servien per canalitzar a través dels infants la màgia dins de la societat. A través de la seva vivència de la màgia i la il·lusió, els adults la podien viure també.

## Celebracions

### Territoris de parla catalana
Des de mitjan segle XX es realitzen les cavalcades modernes, en les que els reis fan acte de presència i passegen en carrosses davant del públic. Cada municipi organitza la seva pròpia cavalcada. Unes de les més antigues de Catalunya són les d'Igualada (1895) i Sant Vicenç dels Horts, així com la de Barcelona que segons diverses fonts data del 1855. Del País Valencià destaca la d'Alcoi, la més antiga del país que data del 1866. A Mallorca no va popularitzar-se la cavalcada fins a la dècada dels 40. A Perpinyà també s'hi fa cavalcada; a més a més el batlle realitza la cerimònia dels bons desitjos. Els dies previs o durant les cavalcades, fan acte de presència els ajudants dels reis o patges, que es reparteixen pels pobles; uns dels més coneguts són en Pep Fumera (Empordà), el Patge Gregori i el Patge Xiu-Xiu. Durant la cavalcada és freqüent que els més menuts cantin la cançó dels Tres Reis (que varia segons l'indret) i lliurin la carta directament als Reis o als Patges Reials; en aquestes cartes hi ha llista amb els regals que desitgen i amb declaracions de bones intencions i també confessions de malifetes.
Altres municipis de l'àmbit catalanoparlant reben els reis amb torxes, atxes, teies o falles; també amb fanalets. Es creu que aquesta pràctica respon als ritus mil·lenaris de purificació, i té el seu origen modern a partir dels segles XVIII i xix. Actualment encara hi ha municipis que mantenen aquesta tradició com ara: La Riera de Gaià, Taradell, Vandellòs i Catí; més modernament també s'organitzen baixades de torxes en algunes pistes d'esquí.
Durant la nit, en algunes cases es deixa menjar als reis i als camells; aquest menjar pot consistir en herba, pa o aigua. També es deixen les sabates a la porta, a la finestra o al balcó de casa perquè els reis hi deixin presents.

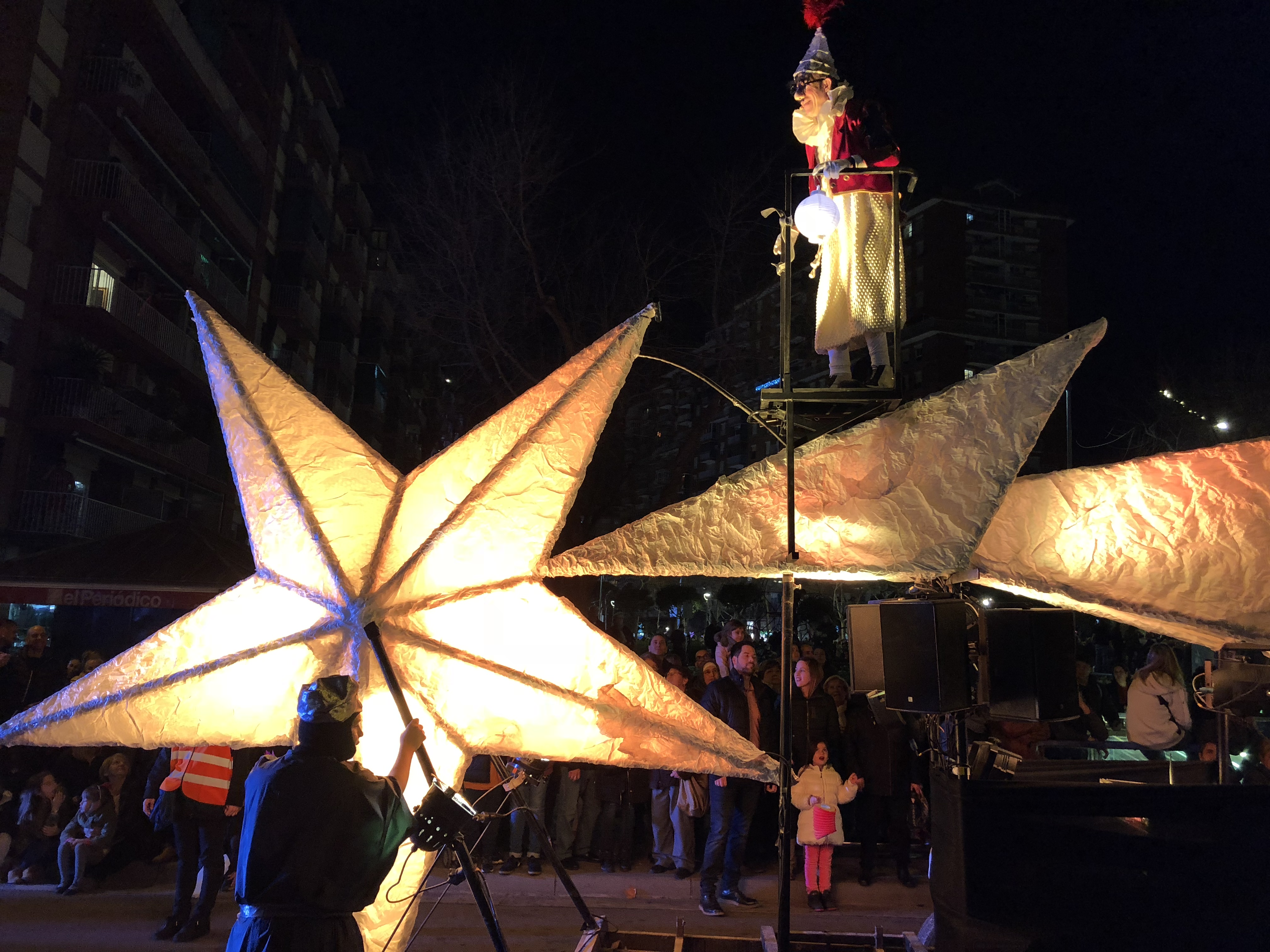
Cavalcada de Badalona, 2018
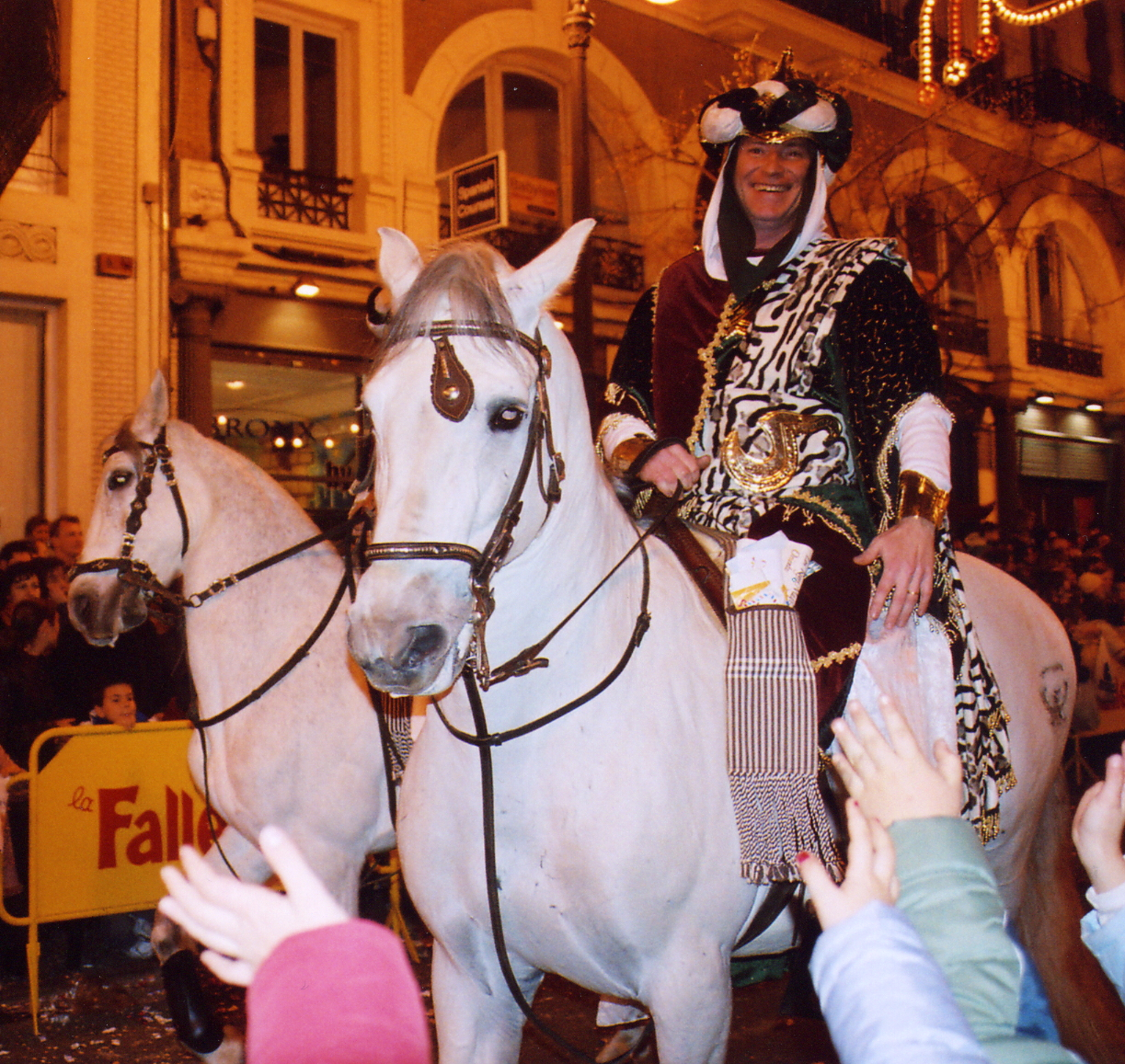
Cavalcada de València, 2006.
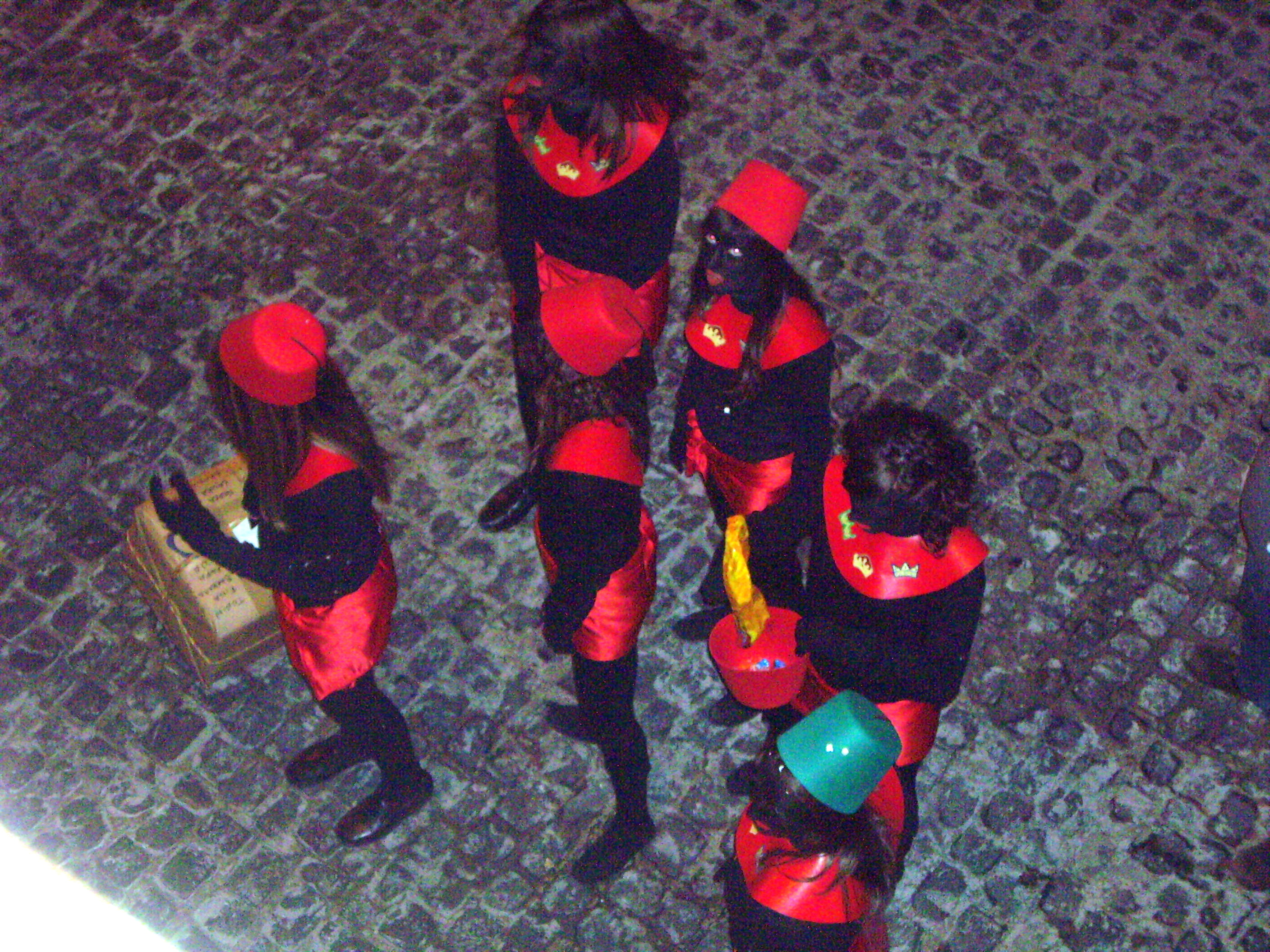
Patges a la cavalcada d'Alcoi, 2008.
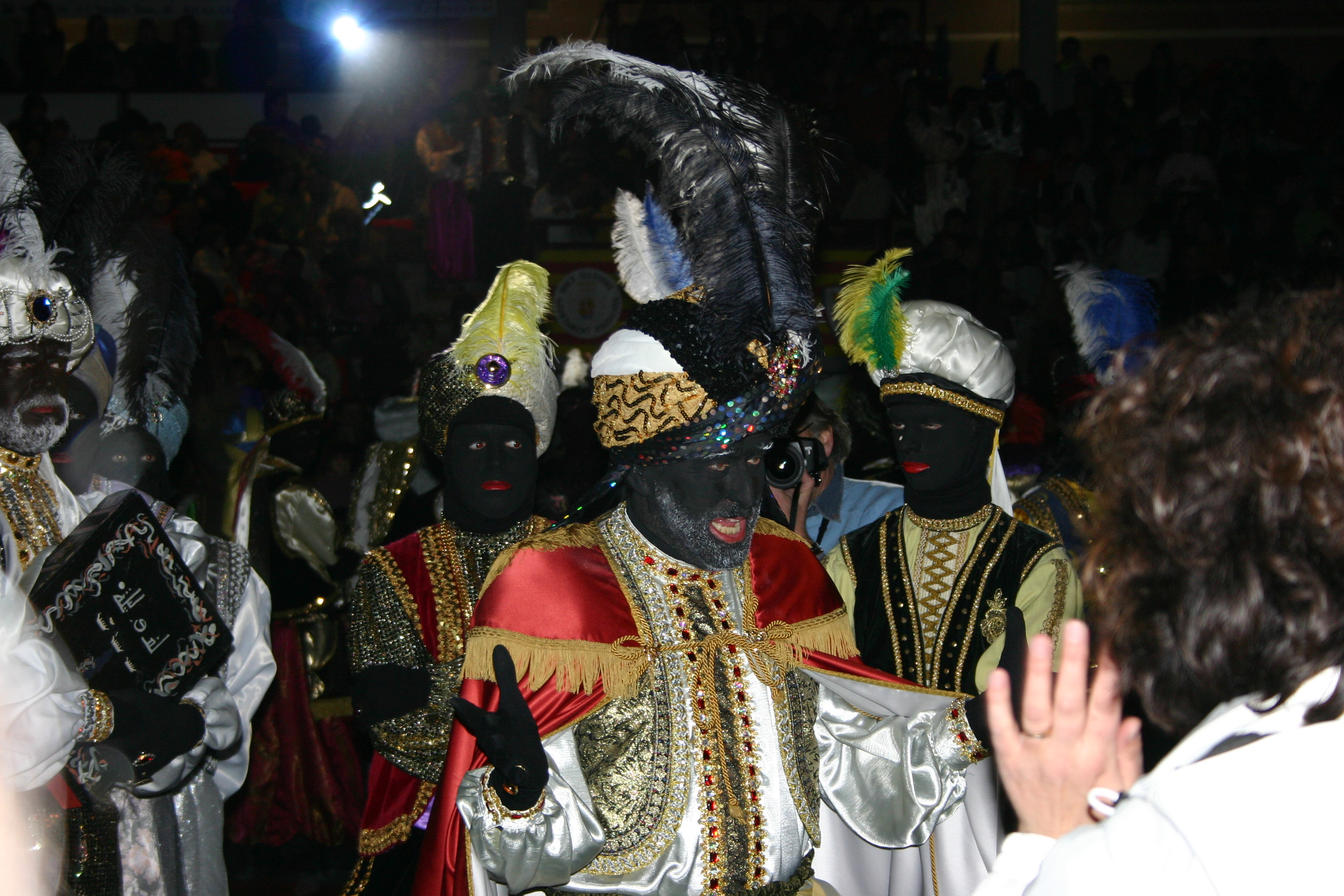
Patge Faruk a la cavalcada d'Igualada, 2005.
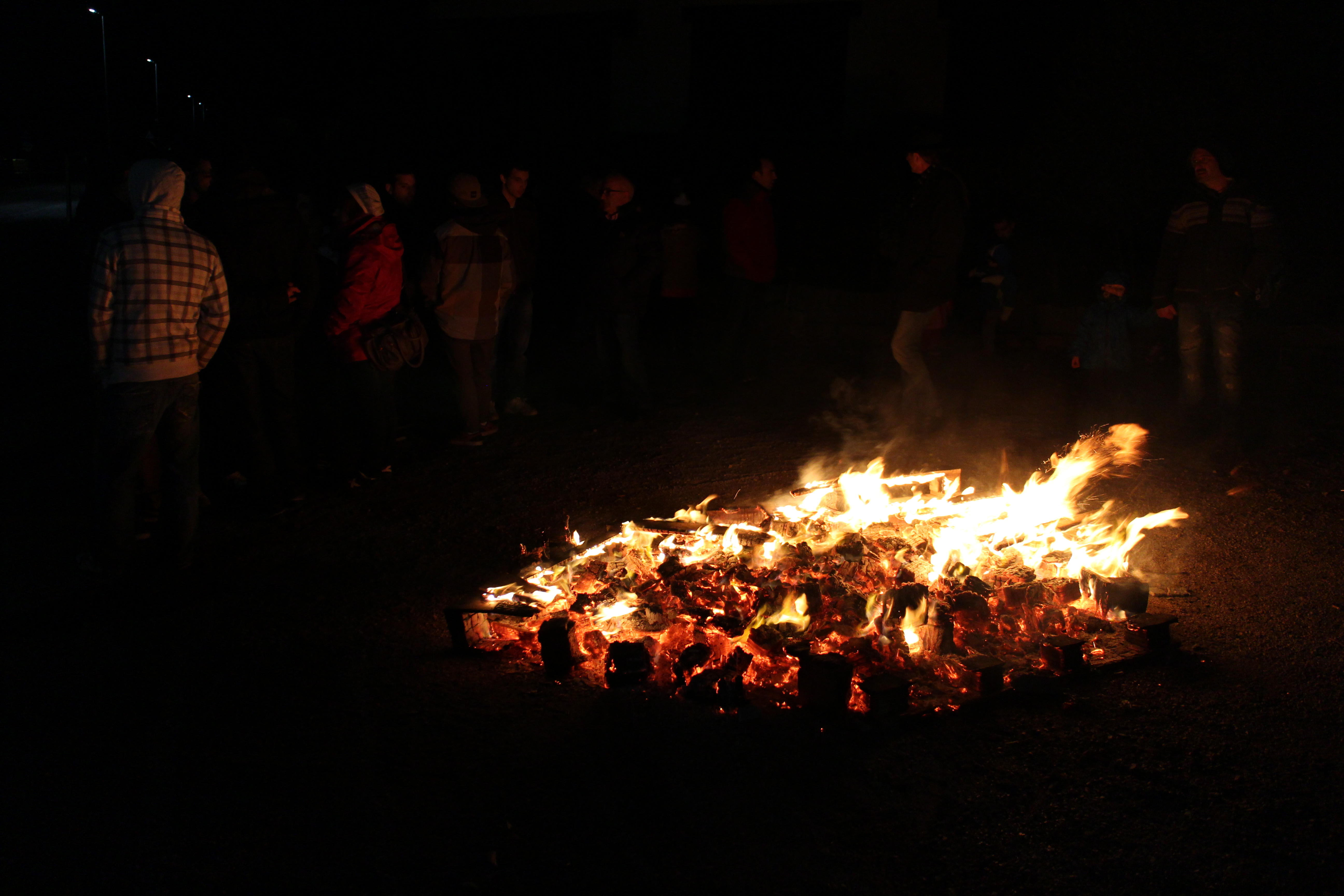
Foguera a la cavalcada de l'Estany, 2014.
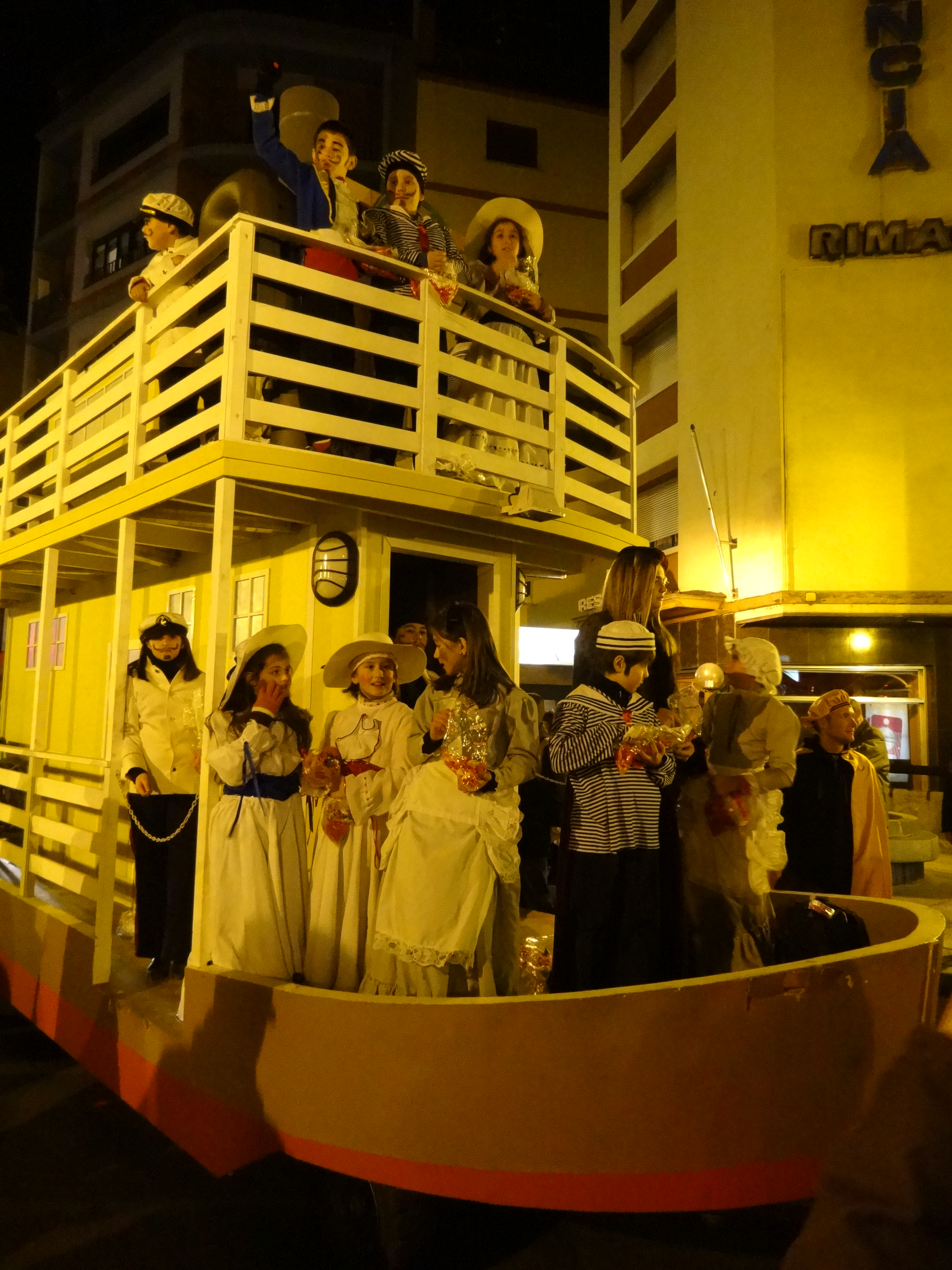
Cavalcada a Andorra, 2013.
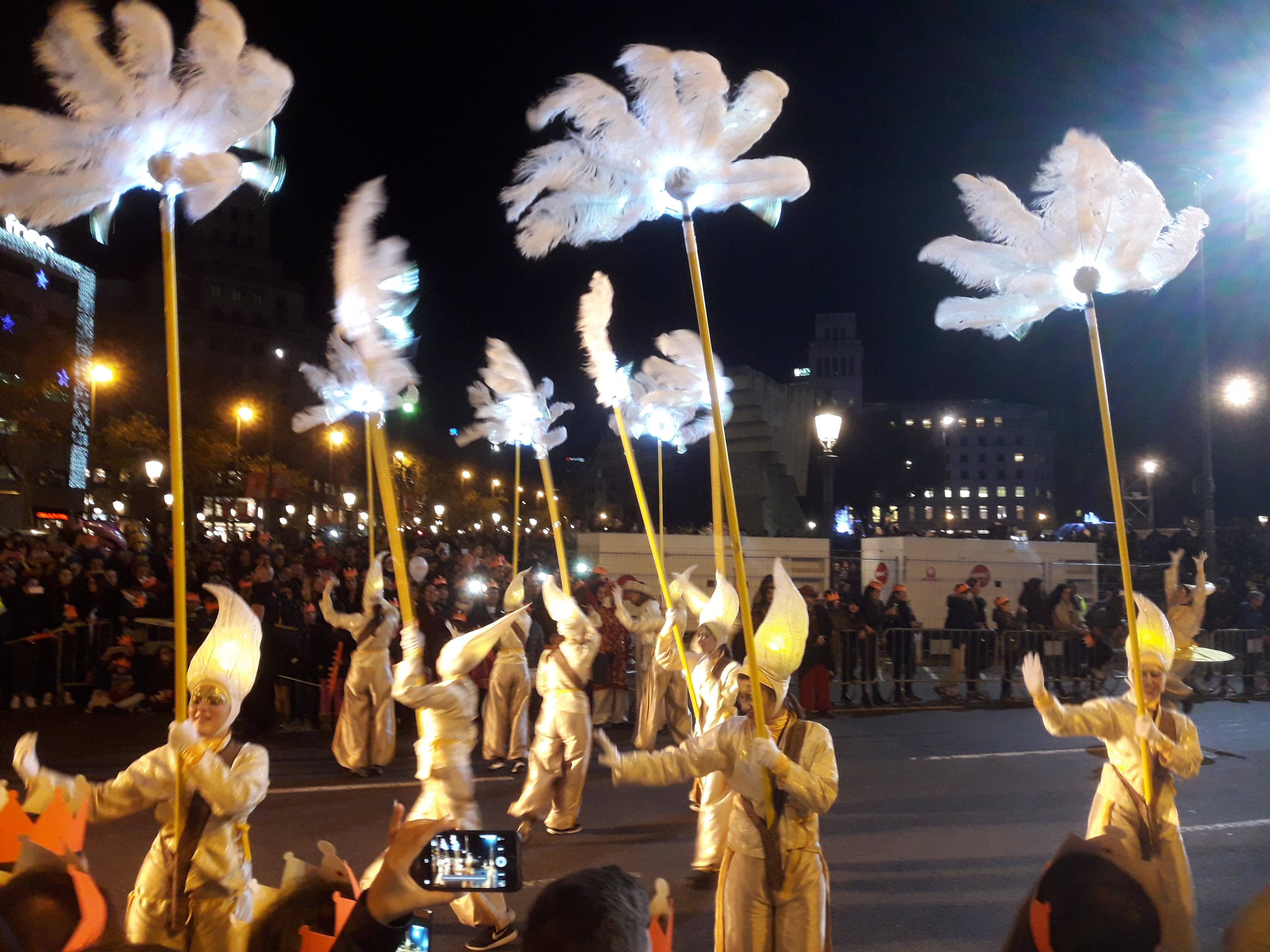
Cavalcada de Barcelona, 2018.

### Espanya i Hispanoamèrica
A Espanya i a l'Amèrica Llatina les celebracions són similars a les dels territoris de parla catalana però presenten algunes variacions. A la majoria de llocs també són freqüents les cavalcades i el lliurament de la carta als reis per part dels més menuts. També és usual deixar menjar als reis i al seu seguici. A Espanya les primeres cavalcades daten de mitjan segle xix, mentre que a la capital, Madrid, no n'hi va haver fins al 1953. A molts països de l'Amèrica Llatina com ara l'Argentina, Mèxic, la República Dominicana, Puerto Rico, Paraguai i l'Uruguai se celebra també la nit de reis de manera semblant a Espanya, és a dir, els reis deixen presents als infants. A diferència d'Espanya, on els nens entreguen les cartes als reis o patges, a l'Argentina dipositen la llista amb els regals desitjats dins de les sabates; a Puerto Rico els més menuts recorren els parcs de les ciutats prenent trossos de gespa i herba per a deixar-los sota del llit durant la nit i així poder alimentar els camells.

Al Perú la tradició de regalar joguines als nens ha caigut en desús. Actualment la celebració consisteix en la Baixada de Reis (Bajada de Reyes), durant la qual una família o comunitat realitza una festa mentre es desmunta el pessebre. Malgrat això, al Perú també s'hi realitzen cavalcades amb els Reis com a protagonistes. Sovint es considera que la celebració de la Nit de Reis, així com el dia, a l'Amèrica Llatina té el seu origen a Espanya. Als Estats Units, algunes comunitats hispanes també realitzen cavalcades, com per exemple a la ciutat de Nova York.

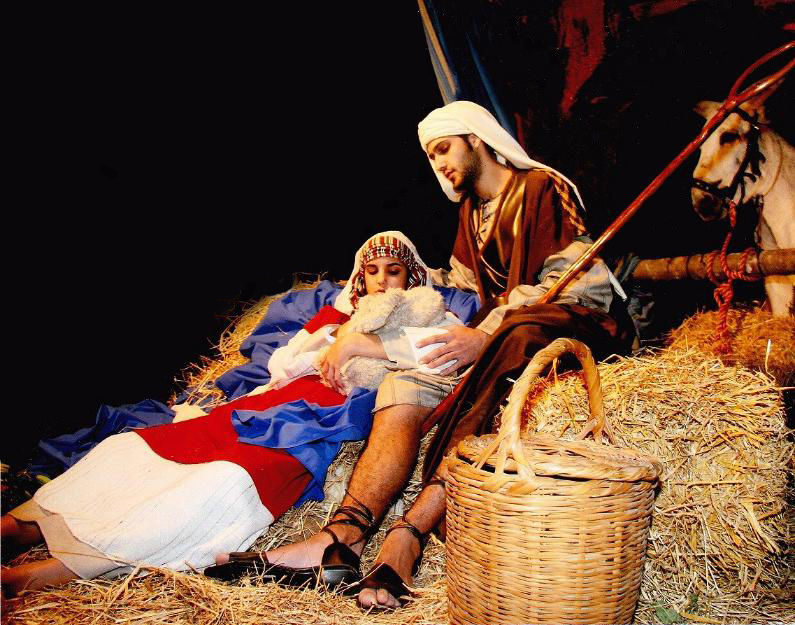
Cavalcada a Guillena,2012.
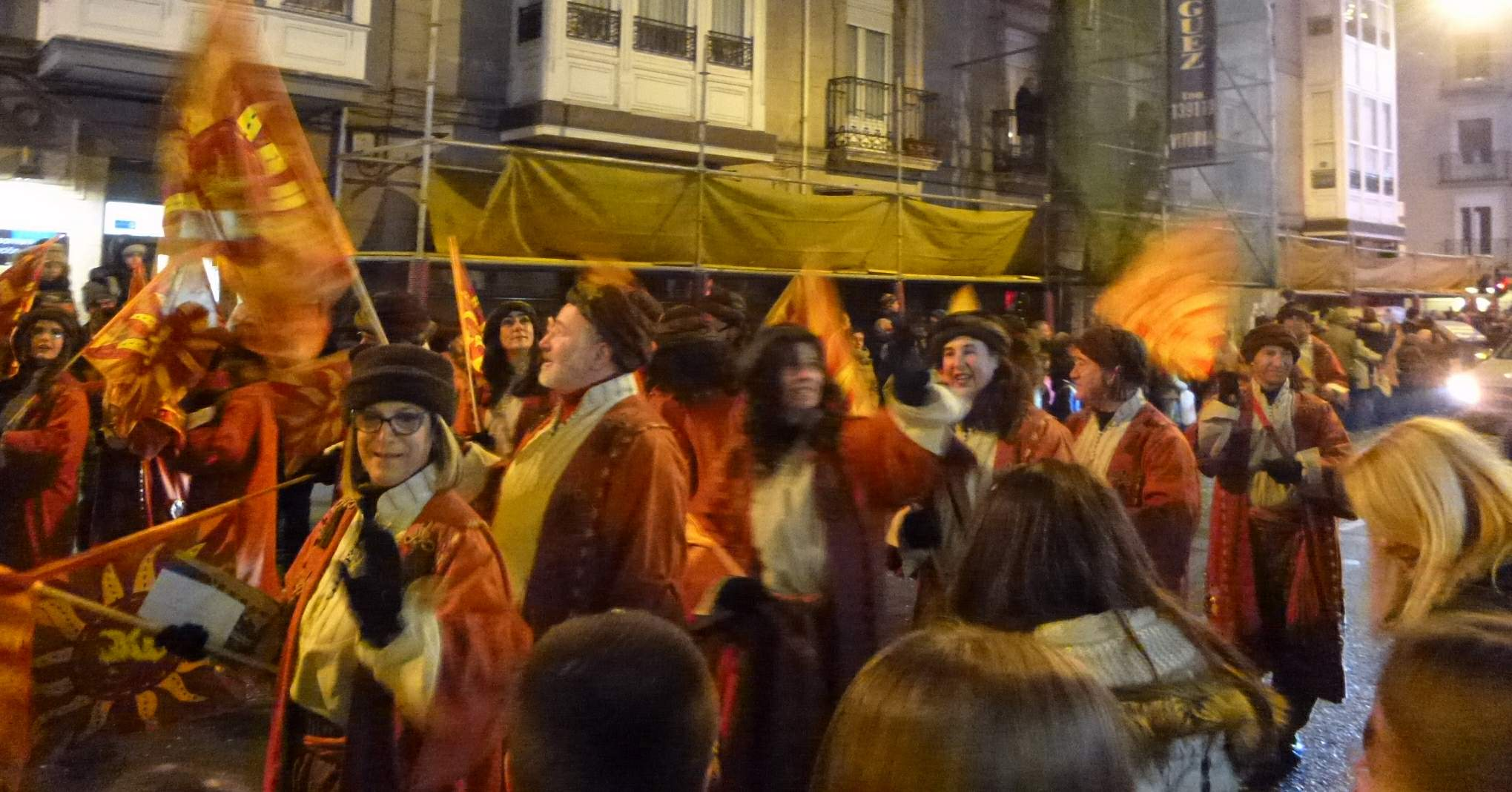
Cavalcada a Vitòria, 2017.
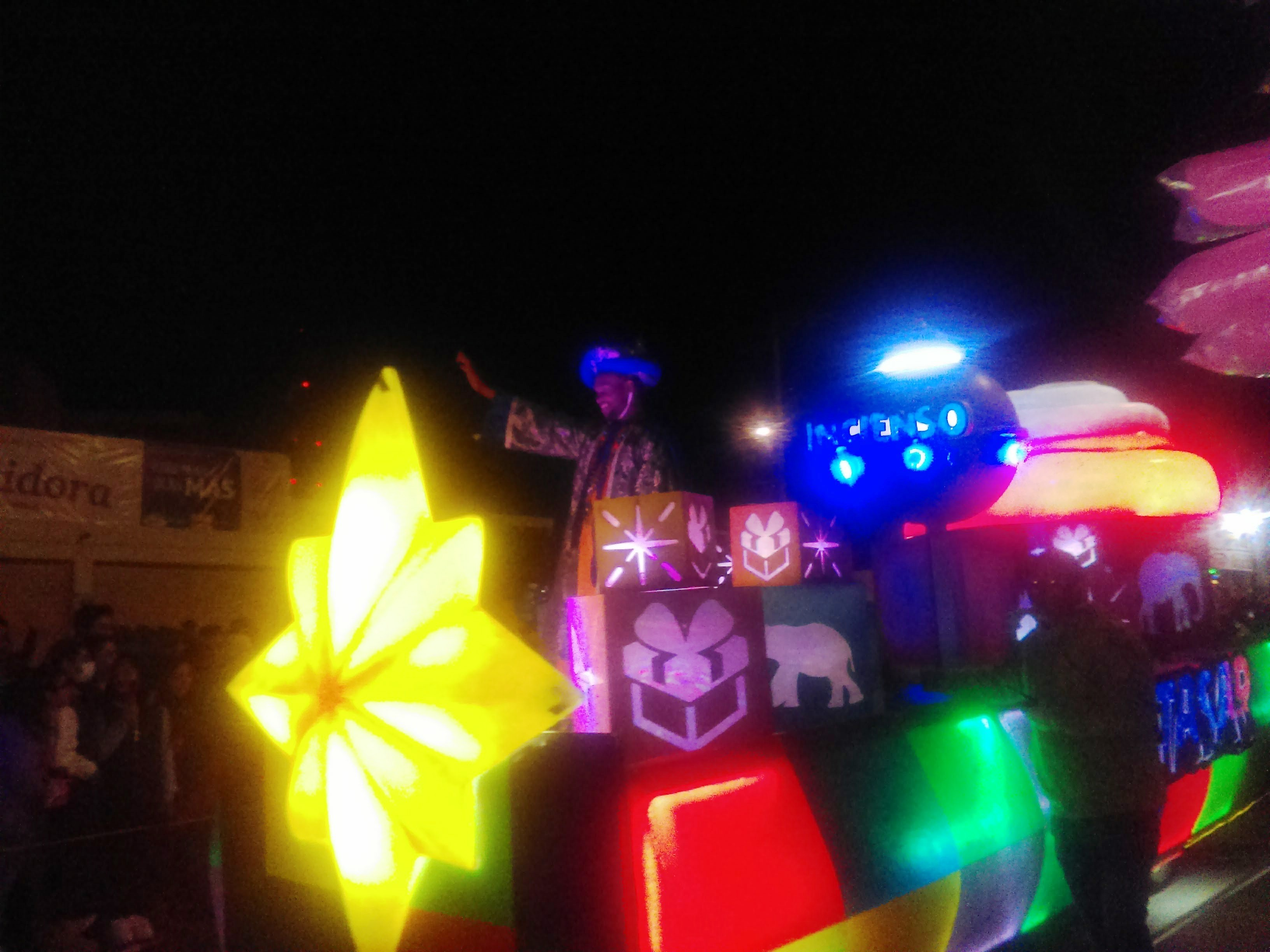
Cavalcada a Actopan, 2017.

### Lusofonia
Al Brasil, durant el segle xvii i xviii se celebraven romeries nocturnes. L'escriptor i cronista brasiler José de Alencar descriu en un text el declivi d'aquesta tradició; en la crònica explica que en aquell moment (1855) durant la nit de reis ja només es realitzen banquets que res tenen a veure amb les celebracions que feien els seus pares. Malgrat això, durant el segle xix no varen desaparèixer totes les manifestacions de l'antiga festa i la gent encara sortia als carrers durant les nits. Actualment encara hi ha grups de joves i de persones de diferents edats que es vesteixen de pastors i pastores i canten i ballen al ritme de la música que toquen amb violes, violins, tambors, castanyoles, triangles i altres instruments de petita mida que són fàcils de transportar. Els grups de joves es desplacen pels carrers de les ciutats i es van aturant davant les cases perquè, després de cantar, els convidin a menjar i beure. En algunes regions també se sol·liciten regals als propietaris de les cases on es canta que posteriorment seran donats per a finalitats socials. A Portugal durant la nit del dia 5 al 6 se solien cantar les janeiras (del portuguès janeiro -gener-), unes cançons que cantaven mentre es desplaçaven pels carrers de la ciutat.

### Altres indrets
A Itàlia hi ha una llegenda apòcrifa que explica que els Reis d'Orient es van perdre anant cap a Betlem. Com que estaven perduts, una bruixa anomenada Befana els va ajudar a trobar el camí. Els Reis la van convidar a unir-se a ells; ella refusà l'oferiment però se'n va acabar penedint. Per això la tradició mana que cada nit de Reis la bruixa sobrevola amb la seva escombra els pobles i ciutats italians, per mirar si pot trobar Melcior, Gaspar i Baltasar; la bruixa també deixa regals als nens.

## Cançons

### Territoris de parla catalana
Als territoris de parla catalana sovint s'acompanya l'arribada dels Reis amb cançons com ara:
| Versió 1 (Popular a Badalona) Els Reis venen, venen de la muntanya, porten joguines per la canalla. Els Reis venen, venen de l'Orient, no porten res als nens dolents. | Versió 2 (Popular a Girona) Visca els tres Reis de l'Orient que porten coses a tota la gent. Una botifarra per la meva mare un porró de vi pel meu padrí un tros de coca per la meva boca i un tall de pa pel meu germà. | Versió 3 (Popular a Catalunya) Amb la llum del fanalet aniré a esperar als tres Reis perquè portin moltes coses pau i joia a tots els nens (2). Quina fosca nit, a quin fred que fa tot està adormit, ja els sento arribar.' | Versió 4 (Popular a Sant Feliu Sasserra) Els Reis d'Orient, porten coses, porten coses, Els Reis d'Orient porten coses per la gent. Als infants més bons minyons porten dolços i joguines; als infants més bons minyons, per finestres i balcons. A en Peret un carrilet, una fireta a la Teta, i al Joan un elefant, i als que fan rebequeries, Sabeu què? Un xim-xim, un te-te, una erre i una e: Res. | Versió 5 (Popular a Catalunya) Els tres Reis, que tots són vell; duen barretina molla amb cascavells. Els tres Reis d' Orient porten coses a tota la gent. | Versió 6 (Popular a Catalunya) Els Reis de l'Orient porten coses, porten coses, a la gent. Els Reis de Sant Esteve porten coses, porten coses, al Tordera. Els Reis de Sant Esteve porten coses, porten coses, a la llebre. Els Reis de Palau porten coses, porten coses, al gripau. Els Reis de Mataró porten coses, porten coses, al balcó. Els Reis de Barcelona porten coses, porten coses, a la mona. Els Reis de Montserrat porten coses, porten coses, al terrat. |

### Lusofonia
Al Brasil també es canten cançons, sobretot durant les romeries de la nit de reis; en alguns indrets són intel·ligibles a conseqüència del caos sonor que les caracteritza. La majoria citen el naixement de Jesús o demanen protecció, salut, etc. Alguns exemples:
| Versió 1 (Popular a Río de Janeiro) O' de casa nobre gente, Escutai e ouvireis, Lá das bandas do Oriente São chegados os três Reis. | Versió 2 (Popular a Zabelê, Paraíba) Hoje é o dia de ensaiar meu reisado. Meu mestre, tenha cuido Hoje aqui neste salão. (bis) Mas ô meu mestre, seu reisado de quem é? Se é de moça ou de mulher. (?) O meu palhaço que saber. (bis) Se for de moça, de moça previna mais um cuidado. Aonde tem cabra safado, não me importa de morrer. (bis) Eu vou dançar é nas Águas do Cariri. Meu mestre, cheguei mas não foi para apanhar.(bis) |